# Liber Pontificalis

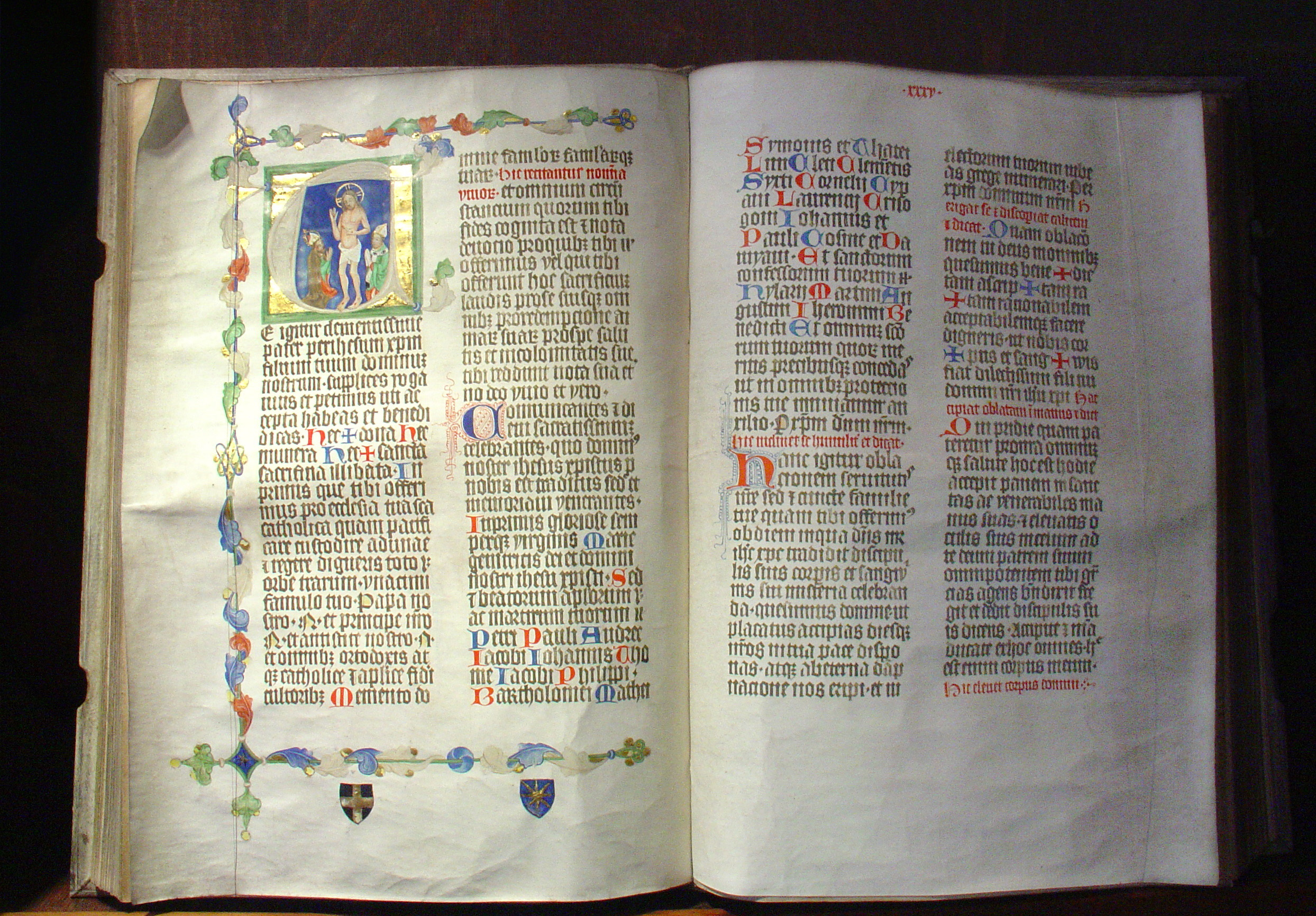
Liber Pontificalis de Albert de Sternberg, 1376
Manuscris expus la biblioteca de la Mănăstirea Strahov din Praga

Liber Pontificalis sau Cartea Papilor este o compilație de biografii ale papilor din secolele I - XV. Este o importantă sursă pentru studiul istoriei ecleziastice și se bucură de o mare apreciere critică.

## Conținut
Cartea conține o listă de succinte biografii ale papilor de la început până la sfârșitul secolului al IX-lea al erei creștine (e.c.). Liber Pontificalis continuă apoi (cu volumul al II-lea) până la sfârșitul secolului al XV-lea, la papa Pius al II-lea. Biografiile sunt orânduite cronologic. Ele au fost scrise după moartea fiecărui papă, din secolul al IV-lea până la sfârșitul secolului al XV-lea.
În lista papilor, numele fiecărui papă este însoțit de următoarele date:
- 1) numărul anilor de pontificat (din care dată se pot deduce anii de început și de sfârșit a pontificatului);
- 2) locul natal al respectivului papă, rude, împărați sau/și regi din aceeași perioadă;
- 3) campanii de construcții (îndeosebi biserici în Roma);
- 4) principalele luări de poziție, eventual cuvântări însemnate, instituiri organizatorice;
- 5) locul înmormântării și
- 6) perioada de vacanță a Sfântului Scaun (cât a durat de la moartea unui papă până la alegerea și consacrarea următorului papă).

Liber Pontificalis a fost redactat de persoane cu rang inferior la Roma, imediat după moartea fiecărui papă. Informațiile au fost examinate foarte atent de cercetători în căutarea unor semne de prejudecăți, de suprimare sau de falsificare. Desigur că astfel de alterări există, însă ele au fost identificate și, în prezent, cercetătorii sunt convinși de autenticitatea datelor și de credibilitatea lor: cele câteva intervenții care au alterat textul nu invalidează – sunt de părere cercetătorii – și nici nu diminuează valoarea lui de izvor istoric.
Lista primelor trei secole a fost cea mai folositoare istoricilor, întrucât arată ce anume se cunoștea în sec. al V-lea despre începuturile Bisericii creștine. Practic, pe vremea persecuțiilor ori nu s-a scris (de teamă să nu fie găsit vreun document și astfel să se deconspire numele conducătorilor bisericii) ori, dacă s-a scris ceva, nu s-a păstrat. În schimb, creștinii transmiteau din generație în generație istoria eroicelor mărturii de credință și astfel în secolele al IV-lea și al V-lea compilatorii au folosit aceste „memorii” ale comunității creștine.
Începând cu secolul al IV-lea compilatorii au folosit baze mai solide, dar mai sunt discrepanțe și erori.
Examinarea textelor sugerează că inițial (înainte de anul 546 e.c.) au fost două versiuni, după care Liber Pontificalis a rămas neatins. 
De la începutul secolului al VII-lea (foarte probabil pe timpul pontificatului papei Honoriu I), numele și datele papilor sunt cvasi contemporane: adică au fost scrise imediat după moartea fiecărui papă. Aceste adnotări, chiar dacă reflectă orientările autorilor lor, sunt foarte bine îngrijite și expuse rațional.
Munca multor compilatori și autori, asupra unei perioade atât de îndelungate, a complicat procesul de creare a edițiilor pentru studiu. La sfârșitul secolului al XIX-lea Louis Duchesne și Theodor Mommsen au publicat câte o ediție a acestei opere (aceea a lui Th. Mommsen este însă incompletă), iar traducerile, studiile critice și comentariile apar în secolul al XX-lea: aceste studii și comentarii se ocupau în principal de descoperirea nivelelor de istoricitate a cuvintelor.